# Glingebachtalsperre
Die Glingebachtalsperre (oder Glingetalsperre) ist das Unterbecken des Pumpspeicherwerks Rönkhausen in Finnentrop-Rönkhausen bei Plettenberg, Nordrhein-Westfalen. Der Glingebach (oder die Glinge) wird hier in einem 750 m langen Stausee aufgestaut.
Das Pumpspeicherkraftwerk wurde 1969 in Betrieb genommen und dient der Erzeugung von Spitzenstrom. Das Oberbecken ist über einen Druckstollen mit dem Krafthaus an der Glingebachtalsperre verbunden. Die Elektromark Kommunales Elektrizitätswerk Mark AG (Mark E AG) betreibt das Kraftwerk.
Die Glingetalsperre ist nach dem Speicherraum die kleinste Talsperre in der Region Siegen-Olpe im Bereich des Staatlichen Umweltamtes Siegen.

## Bildergalerie

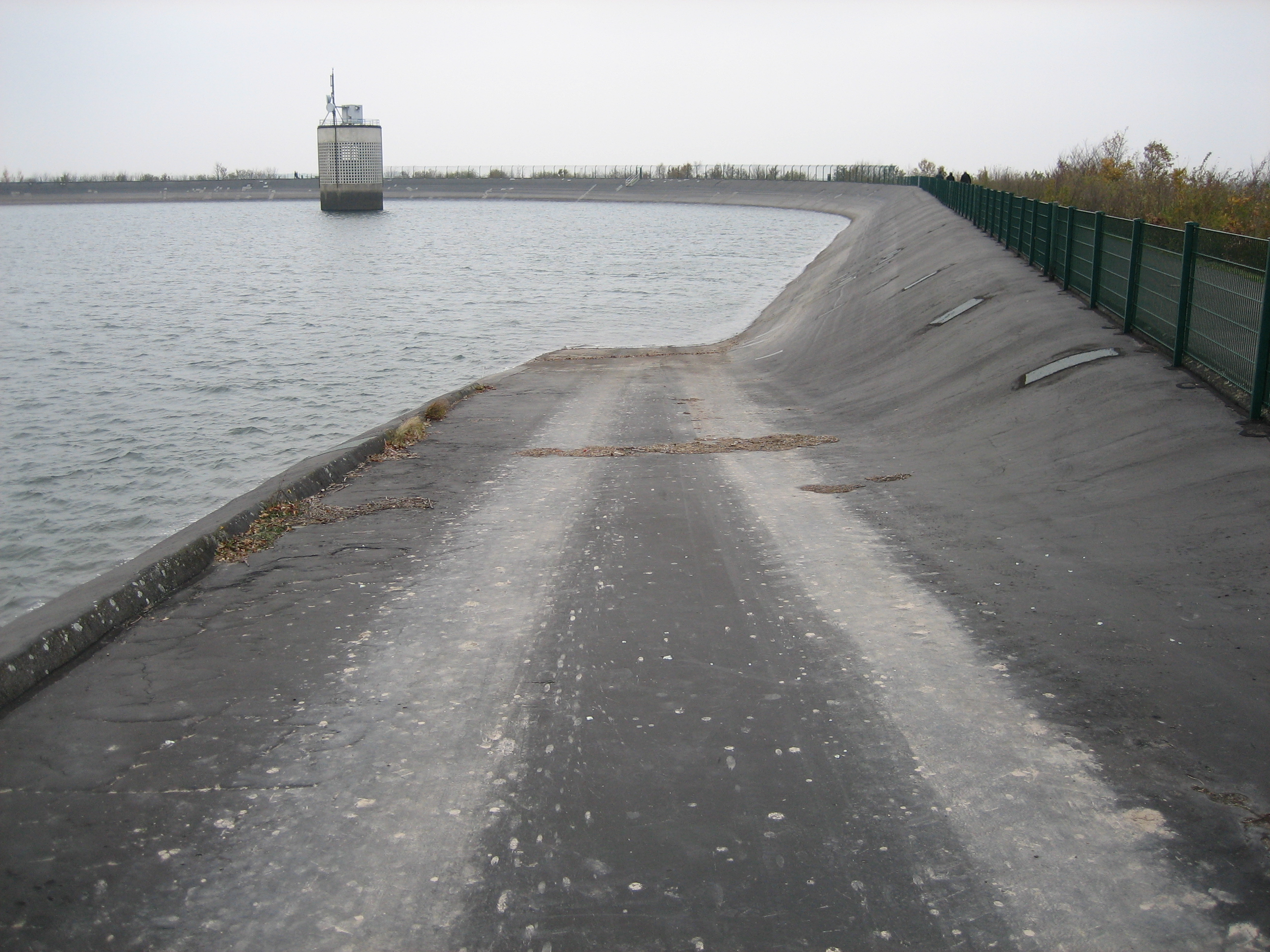
Oberbecken
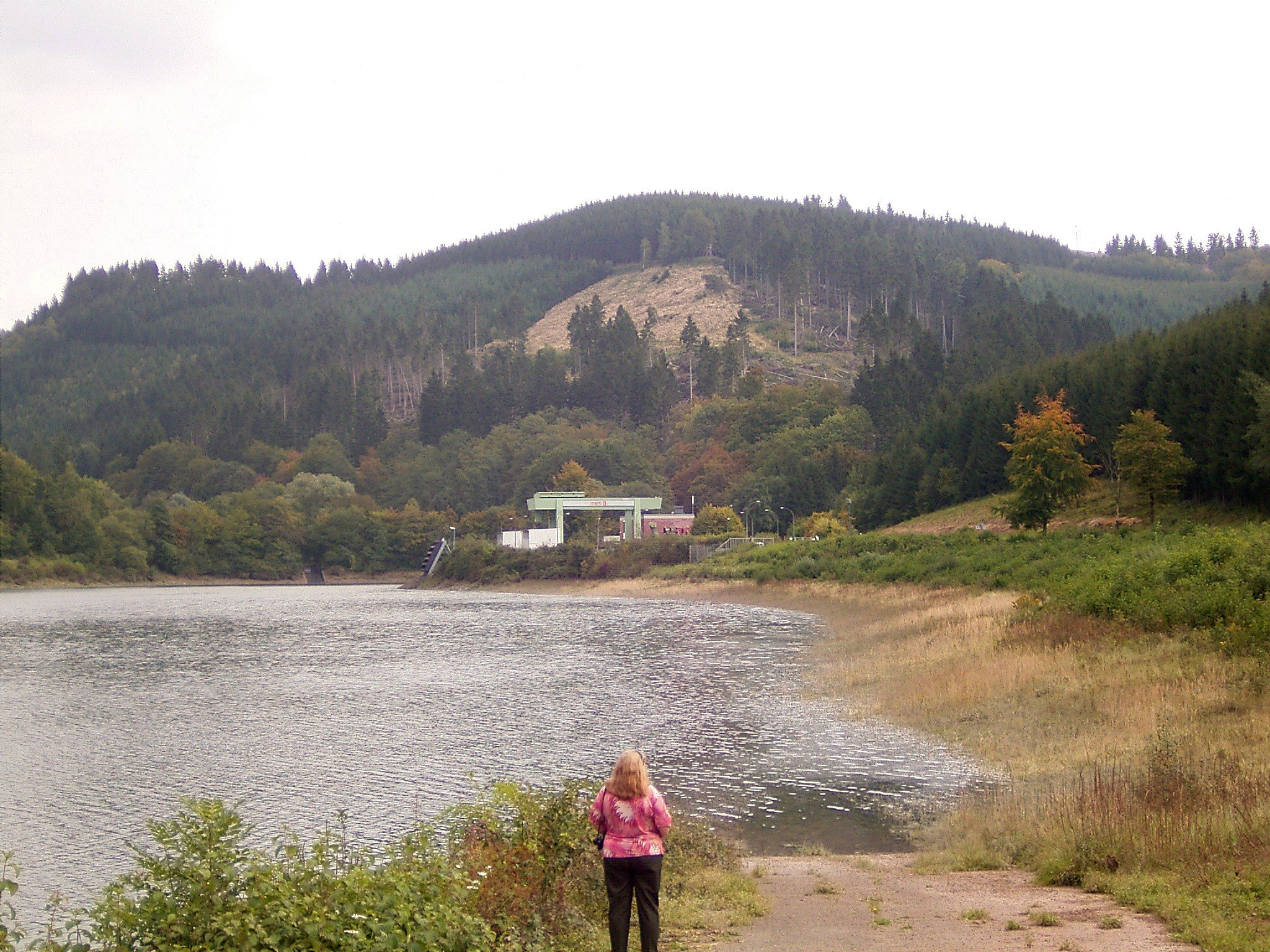
Unterbecken des Pumpspeicherwerks